# Jorge Marcelo Rodríguez Núñez
Jorge Marcelo Rodríguez Núñez (Montevideo, 13 de enero de 1985), apodado "El Japo", es un futbolista uruguayo que juega de mediocampista en Sportivo Bella Italia de la Primera División Amateur de Uruguay. Su hermano, también futbolista, era apodado Japonés, por lo que en un principio Jorge era conocido como el Japo Chico. Finalmente el apodo se redujo a simplemente Japo.

## Trayectoria
Debutó en el primer equipo de Racing en 2003, donde jugó hasta julio de 2006, siendo cedido durante el año 2005 a Fénix. 
Fue entonces transferido a Nacional. Allí estuvo un año y solo jugó dos partidos, antes de irse a River Plate del mismo país. 

### River Plate
Con el club darsenero consiguió el subcampeonato del Torneo Clausura 2008, perdiendo ante Peñarol por 5 a 3. Por otra parte, logró llegar a las semifinales de la Copa Sudamericana 2009 cayendo derrotados ante la Liga de Quito. Con el club disputó 74 partidos, marcando 9 goles. 

### Jaguares
Luego de tres años en el equipo darsenero, se fue al fútbol mexicano, donde jugó en Jaguares. 

### Peñarol
Tras disputar tres temporadas volvió al fútbol uruguayo, a Peñarol en 2013. Con el club fue partícipe de la goleada histórica por 5 a 0 ante el clásico rival, el 27 de abril de 2014, donde marcó un gol. Permaneció en el club hasta 2015, donde disputó 68 partidos y marcó 9 goles.

### Tigre
En julio de 2015, decide emigrar hacia Argentina, para jugar en el Club Atlético Tigre de la Primera División. 

### Cerro
En enero de 2017 regresó al fútbol uruguayo para sumarse a las filas de Cerro, jugó la segunda fase de la Copa Conmebol Libertadores 2017.

### Palestino
En enero de 2018, decide emigrar hacia Chile, para jugar en Palestino de la Primera División.

## Selección nacional
Ha sido internacional con la Selección de Uruguay en 6 ocasiones. Su debut como internacional fue ante Japón el 20 de agosto de 2008. Su última convocatoria ha sido para el partido de su selección ante Suiza en 2010, quedando afuera de la convocatoria para el Mundial 2010.

### Partidos internacionales
| # | Fecha                   | Rival      | Sede       | Estadio            | Resultado | Competición                 |
| - | ----------------------- | ---------- | ---------- | ------------------ | --------- | --------------------------- |
| 1 | 20 de agosto de 2008    | Japón      | Sapporo    | Sapporo Dome       | 1-3       | Amistoso                    |
| 2 | 11 de febrero de 2009   | Libia      | Trípoli    | 11 de Junio        | 2-3       | Amistoso                    |
| 3 | 10 de octubre de 2009   | Ecuador    | Quito      | Olímpico Atahualpa | 1-2       | Clasificación Mundial 2010  |
| 4 | 14 de octubre de 2009   | Argentina  | Montevideo | Centenario         | 0-1       | Clasificación Mundial 2010  |
| 5 | 14 de noviembre de 2009 | Costa Rica | San José   | Nacional           | 0-1       | Repechaje Copa Mundial 2010 |
| 6 | 3 de marzo de 2010      | Suiza      | San Galo   | AFG Arena          | 1-3       | Amistoso                    |

## Estadísticas

### Clubes
| Club                  | País                | Año                 | Partidos | Goles | Media |
| --------------------- | ------------------- | ------------------- | -------- | ----- | ----- |
| Fénix (cedido)        | Uruguay             | 2005                | 4        | 0     | 0     |
| Racing                | Uruguay             | 2006                | 0        | 0     | 0     |
| Nacional              | Uruguay             | 2006-2007           | 2        | 0     | 0     |
| River Plate           | Uruguay             | 2007-2010           | 74       | 9     | 0.12  |
| Jaguares de Chiapas   | México              | 2010-2013           | 114      | 15    | 0.13  |
| Peñarol               | Uruguay             | 2013-2015           | 68       | 9     | 0.13  |
| Tigre                 | Argentina           | 2015-2016           | 22       | 3     | 0.14  |
| Cerro                 | Uruguay             | 2017                | 36       | 3     | 0.08  |
| Palestino             | Chile               | 2018                | 22       | 1     | 0.05  |
| Progreso              | Uruguay             | 2019                | 18       | 0     | 0     |
| Villa Teresa          | Uruguay             | 2020                | 11       | 1     | 0,09  |
| Parque del Plata      | Uruguay             | 2022                | 11       | 2     | 0,18  |
| Sportivo Bella Italia | Uruguay             | 2023-Act.           | 0        | 0     | 0,0   |
| Total en su carrera   | Total en su carrera | Total en su carrera | 382      | 42    | 0.11  |

## Palmarés

### Campeonatos nacionales
| Título          | Equipo    | País    | Año  |
| --------------- | --------- | ------- | ---- |
| Torneo Clausura | Peñarol   | Uruguay | 2015 |
| Copa Chile      | Palestino | Chile   | 2018 |